# Heather North
Pour les articles homonymes, voir North.
Heather North, née le 13 décembre 1945 à Pasadena en Californie et morte le 29 novembre 2017 à Los Angeles, est une actrice américaine. Elle est surtout connue pour être la voix de Daphne Blake dans la franchise Scooby-Doo.

## Biographie
Heather North nait le 13 décembre 1945 à Pasadena en Californie. Elle débute à la télévision dans des séries : Mes trois fils en 1963, Mr. Novak  et Paradise Bay en 1965. Au cinéma, son premier rôle est dans Git! (en) d'Ellis Kadison en 1965, puis elle joue dans notamment aux côtés de Kurt Russell dans Un singulier directeur (The Barefoot Executive) de Robert Butler.
De 1967 à 1972, elle joue dans la série Des jours et des vies (Days of our Lives). C'est sur ce tournage qu'elle rencontre le producteur H. Wesley Kenney (en) qu'elle épouse en 1971 et avec qui elle restera mariée jusqu'à la mort de celui-ci en janvier 2015. 
En 1970 elle prend la suite de l'actrice Stefanianna Christopherson pour faire la voix de Daphne Blake dans la deuxième saison de la série d'animation Scoubidou. Elle conservera ce rôle pour de nombreuses œuvres dérivées de la franchise, étalées sur trois décennies.
Elle meurt le 30 novembre 2017 après une longue maladie à son domicile à Studio City, un quartier de Los Angeles où elle habitait depuis 1976. Incinérée, ses cendres sont inhumées dans Forest Lawn Memorial Park à Hollywood Hills.

## Filmographie

### Cinéma
- 1965 : Git! (en) d'Ellis Kadison : Elaine
- 1970 : Une certaine façon d'aimer (I Love my wife) de Mel Stuart : Betty
- 1971 : Un singulier directeur (The Barefoot Executive) de Robert Butler : Jennifer Scott
- 1972 : Scooby-Doo rencontre Batman (Scooby-Doo Meets Batman) de Joseph Barbera et William Hanna : Daphne Blake (voix)
- 2003 : Scooby-Doo et les Vampires (Scooby-Doo! and the Legend of the Vampire) (vidéo) de Scott Jeralds : Daphne Blake (voix)
- 2003 : Scooby-Doo et le Monstre du Mexique (Scooby-Doo! and the Monster of Mexico) (vidéo) de Scott Jeralds : Daphne Blake (voix)
- 2011 : Scooby-Doo et les Robots (Scooby Doo & the Robots) : Daphne Blake (voix)
- 2012 : Scooby-Doo : Épouvante sur les terrains (Scooby-Doo: 13 Spooky Tales - Holiday Chills and Thrills) (vidéo) : Daphne Blake (voix)

### Télévision
- 1963-1967 : Mes trois fils : Gretchen / Sally (2 épisodes)
- 1965 : Karen (en) : Carla (1 épisode)
- 1965 : Mr. Novak (en) : Felicia (saison 2, épisode 19)
- 1965 : Gidget (en) : Pokey (épisode 2)
- 1965-1966 : Paradise Bay (en) : Kitty Morgan (156 épisodes)
- 1967 : Le Fugitif : Marie Dormond (saison 4, épisode 19)
- 1967 : Les Monkees : Wendy (saison 1, épisode 21)
- 1967-1972 : Des jours et des vies : Sandy Horton (17 épisodes)
- 1969 : Les Arpents verts : Kathy Baxter (saison 5, épisode 10)
- 1970 : Scoubidou : Daphne Blake (8 épisodes)
- 1971 : Love, American Style : Ellen (segment Love and the Only Child) (1 épisode)
- 1971 : L'Homme de fer : Lori Stockton (saison 4, épisode 24)
- 1971 : Auto-patrouille (Adam-12) : Shirley Young (saison 4, épisode 12)
- 1972 : Ghost Story : Dana Evans (épisode 11)
- 1972-1973 : Fantomatiquement vôtre, signé Scoubidou : Daphne Blake / Shirley Denison (24 épisodes)
- 1974 : Doc Elliot (en) : Amy Oliver (épisode 7)
- 1976 : Dynomutt, Dog Wonder (en) : Daphne Blake (3 épisodes)
- 1976-1978 : Scoubidou Show : Daphne Blake (43 épisodes)
- 1977-1980 : Capitaine Caverne : Loni / voix additionnelles
- 1979 : Scooby-Doo à Hollywood (téléfilm) : Daphne
- 1979-1983 : Les Voyages fantomatiques de Scoubidou : Daphne Blake (38 épisodes)
- 1981 : The Richie Rich/Scooby-Doo Hour : Daphne Blake
- 1983-1984 : Mystérieusement vôtre, signé Scoubidou : Daphne Blake (23 épisodes)
- 1985-1986 : Scooby's Mystery Funhouse (en) : Daphne Blake (2 épisodes)
- 1985 : Les Treize Fantômes de Scooby-Doo (mini-série) : Daphne (13 épisodes)
- 1988 : Agence Toutou Risques : Daphne (1 épisode)
- 1997 : Johnny Bravo : Daphne (1 épisode)
- 2002 : Scooby-Doo! Winter Wonderdog (téléfilm) de Joseph Barbera : Daphne Blake (voix)